# Musikteatret Albertslund
Musikteatret Albertslund er et kulturhus beliggende i Albertslund Centrum. Musikteatret indeholder en teater- og koncertsal (1000 pladser), to biografsale (222 og 96 pladser), et mindre alrum (50 pladser) samt en udendørsscene. 
Musikteatret Albertslund blev grundlagt i 1974 og er efterfølgende udvidet i både 1984 og 1996.

## Eksterne links
- Musikteatret Albertslund

| Kunst og kultur | Spire Denne artikel om scenekunst og teater er en spire som bør udbygges. Du er velkommen til at hjælpe Wikipedia ved at udvide den. |

55°39′25″N 12°21′21″Ø / 55.656992°N 12.355731°Ø